# Arevashogh
Arevashogh là một đô thị thuộc tỉnh Lori, Armenia. Dân số ước tính năm 2011 là 2799 người.